# Tanytarsus viridis
Tanytarsus viridis är en tvåvingeart som först beskrevs av Jean-Jacques Kieffer 1911.  Tanytarsus viridis ingår i släktet Tanytarsus och familjen fjädermyggor. Inga underarter finns listade i Catalogue of Life.